# 汉弥尔登大楼

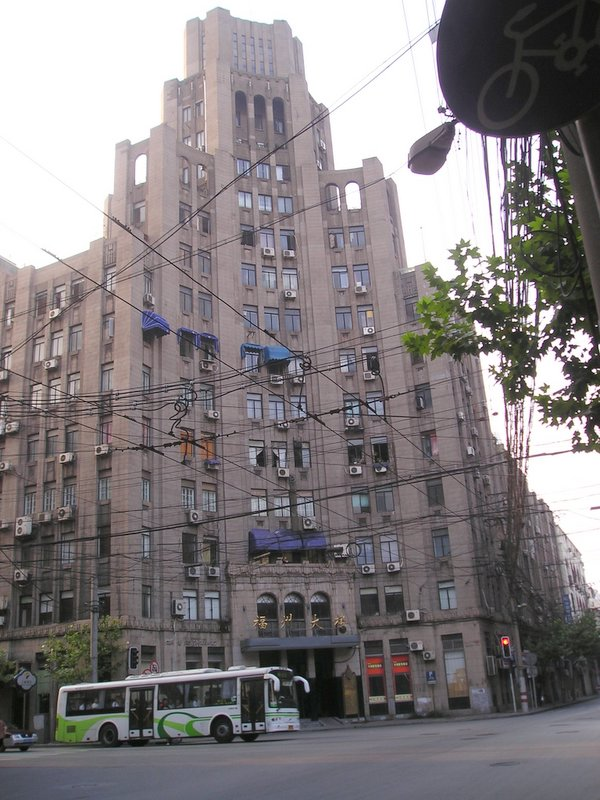
今日汉弥尔登大楼

汉弥尔登大楼（Hamilton House）是上海一幢优秀近代建筑，正门位于昔日上海公共租界中区的江西路、福州路口（圆形）东南转角，福州路北是与之外观几乎一模一样的姊妹楼都城饭店（Metropole Hotel），江西路西是建设大楼（Development Building），对角的建筑则是上海公共租界工部局大厦。
汉弥尔登大楼为新沙逊洋行属下的华懋地产公司投资兴建，1931年开工，1933年竣工。设计者是著名的英资公和洋行。楼高两翼9层，中部14层。属于典型的装饰艺术运动主义风格。建成以后作为写字楼和公寓出租。不少著名机构租用该楼，如福特汽车公司、可口可乐公司、美国新闻处、中华民族反英美协会等。
1959年该楼改名为福州大楼，出租给上海及外地企业。1994年，大楼入选第二批上海市优秀历史建筑。